# 齋宮 (北京故宮)

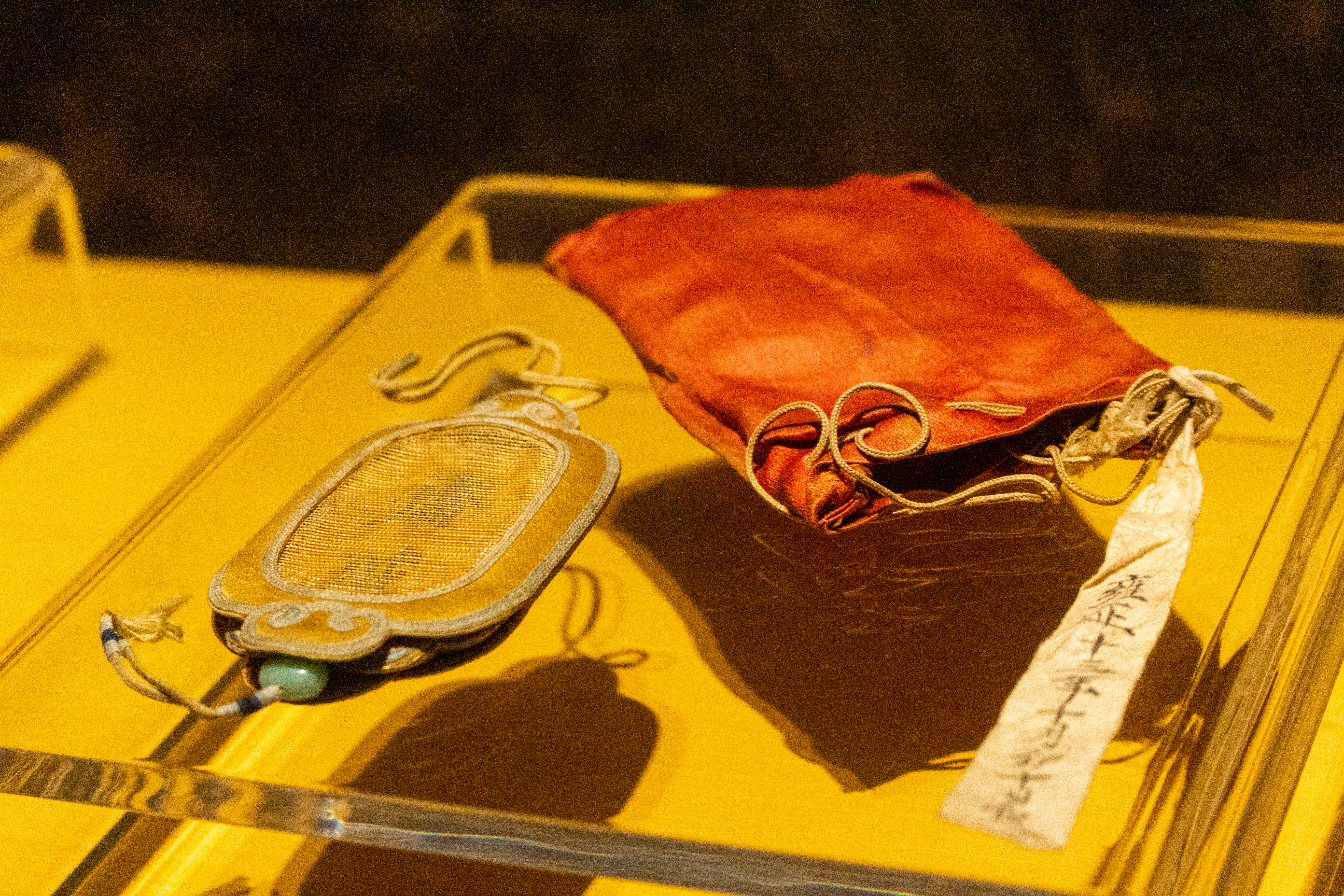
雍正时期黄绫斋戒牌（故宫博物院藏）

斋宫，位于紫禁城东六宫以南、毓庆宫西侧，是皇帝行祭天祀地典礼以前的斋戒之所。

## 历史
明朝至清朝前期，祭天祀地以前的斋戒都在宫外举行。清朝康熙后期，皇四子胤禛（即雍正帝）取得皇位，但政敌颇多。胤禛即位后，宫内斗争仍然激烈，雍正帝为保平安，于雍正九年（1731年）在紫禁城内建斋宫，将祭天祀地以前的斋戒仪式改在宫中举行。
凡是祭天祀地、祈谷、常雩大祀以前，皇帝在斋宫致斋。若逢皇帝宿斋宫，恭设斋戒牌、铜人于斋宫丹陛左侧。斋戒日，皇帝及陪祀大臣佩戴斋戒牌，各宫悬斋戒木牌于帘额。斋戒期间，不饮酒，不作乐，忌食辛辣。

### 展品被盗案
2011年4月28日，临时展览《交融——两依藏珍选粹展》在斋宫开幕，预定自4月29日至6月27日对公众开放。该展览是故宫博物院与香港两依藏博物馆联合举办，展览共分为两部分，130多件展品，其中第一部分为中式木器及家具，展品19件套，陈列在斋宫正殿展厅，第二部分是西式化妆盒、手袋，展品111件套，陈列在斋宫后殿诚肃殿展厅。2011年5月8日，正在斋宫内展出的此次临时展览发生展品失窃，丢失的展品均属于香港两依藏博物馆（藏品主人为冯耀辉），为20世纪的现代工艺品。5月9日，故宫博物院工作人员进入案发现场查看，发现诚肃殿展厅的装饰墙上有洞，展厅西侧展柜的内部十分凌乱，部分展台变成空的，确定失窃展品共有9件。当日下午，工作人员在故宫东城墙底下发现2件失窃展品，包括金錾花嵌钻石手袋、金嵌宝石龟饰化妆盒，其中化妆盒已打开并且严重变形 ，内部镜子破碎。其余失窃展品共7件，分别是金嵌绿宝石化妆盒、金嵌钻石化妆盒、金嵌珐琅斜格纹化妆盒、金嵌珐琅花饰化妆盒、金嵌钻石手袋、金嵌蓝宝石化妆盒、金錾花嵌钻石化妆盒。
2011年5月11日，北京市公安局宣布抓获犯罪嫌疑人石柏魁（男，1983年生，山东省曹县人）。根据调查，5月8日，石柏魁潜入斋宫内的夹道处，避开了清园的工作人员，于当晚8时许，断开了斋宫配电室安防系统的电源，之后通过撬锁、破窗、破墙等方式进入诚肃殿，击破展柜，窃得9件展品。在逃离故宫的过程中，石柏魁将其中5件展品遗落或者丢弃在故宫内，其他4件展品后来被他扔弃在北京市内。石柏魁盗窃的9件展品中，除了上述在故宫东城墙底下发现的2件之外，后来又追回4件，其他3件仍未追回，6件找回的展品均有不同程度损伤。2012年3月19日，北京市第二中级人民法院一审以盗窃罪判处被告人石柏魁有期徒刑13年，剥夺政治权利3年，并处罚金1.3万元；3月21日，石柏魁以量刑过重为由提起上诉；5月14日，北京市高级人民法院终审宣判，维持了一审判决结果。在此次案件发生前，1949年以后，北京市警方有记载的故宫盗宝案共发生5起，其中4起未遂，5起案件均发生在故宫博物院珍宝馆。此次案件发生后，斋宫随即关闭。2012年3月21日，斋宫在关闭10个月之后重新开放，继续举办《交融——两依藏珍选粹展》。

## 建筑
斋宫是前朝后寝的两进长方形院落。
- 仁祥门：位于内左门内东侧，是自南向北进入东一长街东开的第一座大门。此门坐东朝西。仁祥门内为一平面呈长方形的院落，院落东端有阳曜门通往毓庆宫前星门内的院落。院落南侧有一座东西走向的群房，独立成院，门开在仁祥门南侧。
- 斋宫门：位于仁祥门内院落的北侧，坐北朝南。斋宫门内即斋宫。
- 斋宫：为前殿，面阔五间，黄琉璃瓦歇山顶，前出抱厦三间，明间以及两次间开有隔扇门，两梢间是槛窗。殿内正中上方悬挂乾隆帝御笔“敬天”匾。殿内为浑金龙纹天花，正中是八角形浑金蟠龙藻井。东暖阁是书屋，西暖阁是佛堂。[1]
  - 东配殿、西配殿：斋宫前的东、西两侧各有配殿三间。斋宫的左右转角廊和配殿前廊相连，形成三合院带转角。[1]
- 诚肃殿：为后寝宫，初名“孚颙殿”，后来更名“诚肃殿”。面阔七间，黄琉璃瓦歇山顶。该殿东西耳房各两间。东西各设游廊11间，和前殿相连接。[1]誠肅殿明間北側上方掛“莊敬日強”匾，兩側對聯為：“慎獨謹幾，旦明懷帝載；思艱圖易，宵旰念民依。”